# Schwere Panzerabteilung 501
La schwere Panzerabteilung 501, comunemente abbreviato in s.Pz.Abt. 501 fu una delle prime e principali unità corazzate d'élite delle Wehrmacht, e venne impegnata su diversi fronti durante la seconda guerra mondiale come forza di pronto intervento.

## Formazione
Le prime unità di corazzati pesanti dell'esercito tedesco furono la 501. e la 502. Schwere Panzerabteilung (compagnia carri), fondate il 16 febbraio 1942.
Esse successivamente, al 10 maggio 1942, andarono a formare il Schwere Panzerabteilung 502 approntato nella città di Erfurt, sotto il comando del Maggiore Hans-Georg Lueder. Nel tardo agosto 1942 cominciarono ad entrare in linea i primi carri Tiger, i quali inizialmente promessi al Schwere Panzerabteilung 502, furono dirottati poi al 501, perché quest'ultimo era stato assegnato alle operazioni in Nordafrica ed aveva perciò la priorità nella consegna delle nuove macchine.

Successivamente l'unita iniziò la preparazione per le operazioni in ambiente tropicale. Alla fine di agosto il battaglione aveva in linea 20 Panzerkampfwagen VI Ausf. E Tiger I e 25 Panzer III Ausf N.

Inizialmente la composizione degli Schwere Panzerabteilung (Battaglioni carri pesanti) doveva consistere in due compagnie di carri armati, ognuna di quattro plotoni, 2 plotoni di Panzer VI Tiger I e 2 plotoni di Panzer III; ogni compagnia inoltre avrebbe avuto in carico un ulteriore carro Tiger, per il comandante di ogni compagnia, più una sezione di due Tiger per il comandante e vice comandante del battaglione, il tutto per un totale di 30 Panzerkampfwagen VI Ausf. E Tiger I e 60 Panzer III Ausf N.

## Operazioni

### Fronte Nordafricano

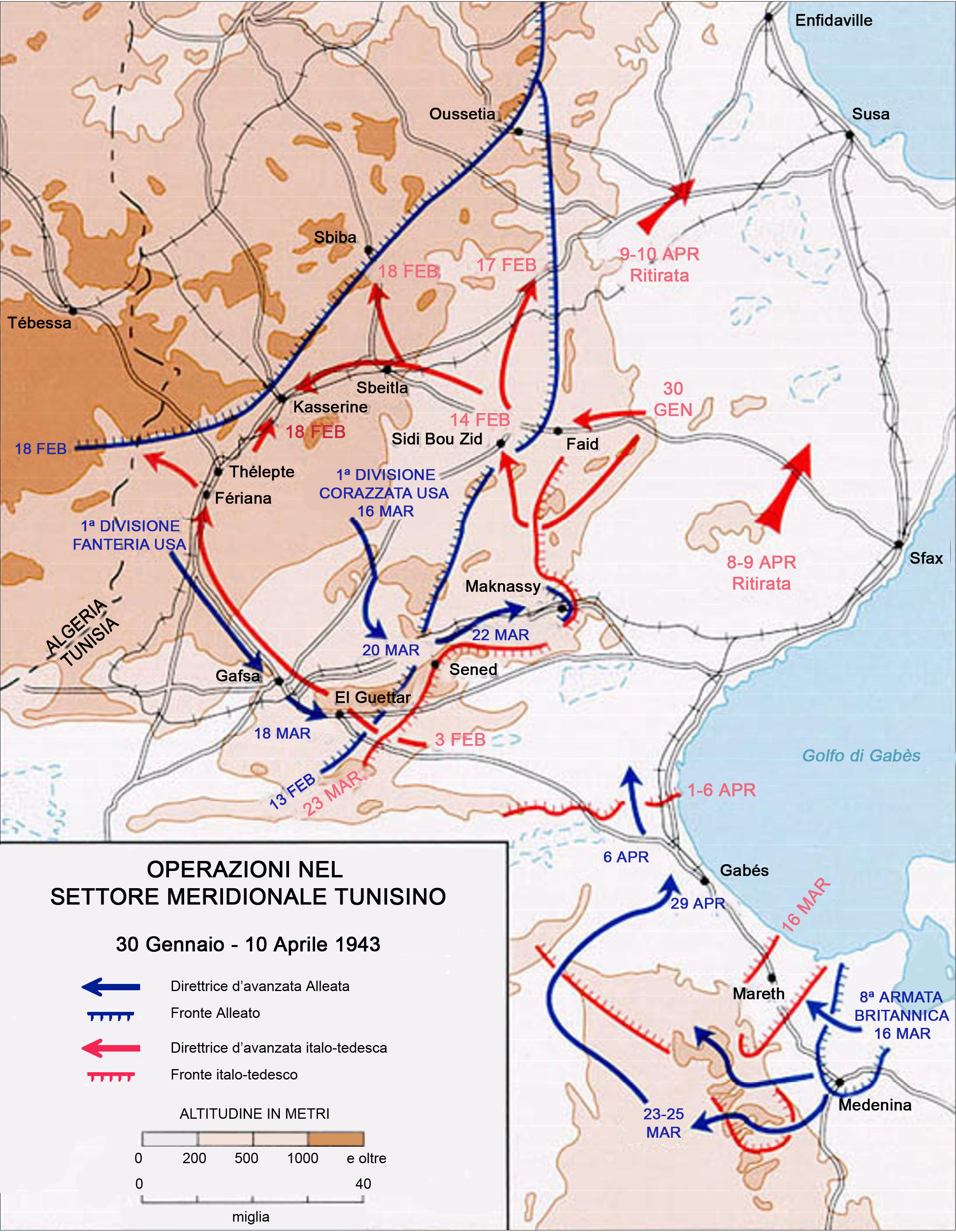
Le operazioni in Tunisia tra,
30 gennaio – 1º aprile 1943

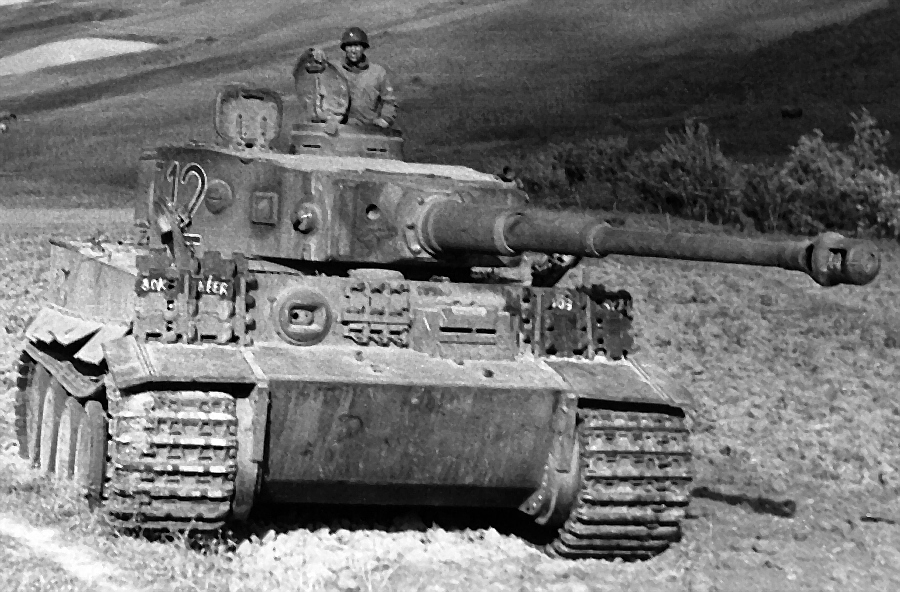
Tiger I della 501. catturato in Tunisia

In seguito allo sbarco alleato in Algeria, il 501º battaglione venne trasferito in Nordafrica, il trasferimento di 16 mezzi corazzati del battaglione fu completato tra il 23 novembre 1942 e il 24 gennaio 1943.
Inizialmente solamente 3 Panzer VI Tiger I giunsero a Tunisi il 23 novembre 1942, questi primi carri pesanti, insieme ad un'aliquota di carri Panzer III, furono presi in consegna, con altre unità dal Kampfgruppe (KG) Lueder.

I mezzi furono impiegati in combattimento appena una settimana dopo, durante la controffensiva delle forze dell'asse il 1º dicembre, distruggendo 11 carri alleati di cui, 9 americani e 2 inglesi.

Il 2 dicembre il Kampfgruppe Lueder, con una forza di un Tiger I e di 5 Panzer III, attaccò Tebourba, al fine di bloccare l'avanzata delle divisioni alleate, distruggendo 6 carri nemici e 4 cannoni anticarro. Il 3 dicembre all'unico Tiger I, impiegato per quell'operazione, si aggiunsero altri 3 carri Tiger I di rinforzo. Dopo aver accerchiato la cittadina, il giorno seguente, con il supporto degli Stuka il Kampfgruppe prese Tebourba al prezzo di perdere per guasti tutti i carri Tiger a disposizione. Quel giorno dei 182 carri di cui gli alleati disponevano in Africa orientale, 134 andarono perduti.
Il 9 dicembre arrivarono di rinforzo al Kampfgruppe, un Tiger e un Panzer III, che con i carri che vennero riparati, portarono l'organico del gruppo corazzato a 12 carri armati di cui 7 Panzer VI Tiger I e 5 Panzer III.
Il giorno dopo il Kampfgruppe Lueder mosse insieme, con elementi della 10. Panzer-Division, sulla strada per Massicault per 13 km, attaccando frontalmente la località di Majaz al Bab e distruggendo 14 carri M3 Stuart. Il giorno seguente il raggruppamento corazzato dovette convergere sul fianco sinistro dell'attacco principale venendo poi posto in riserva in attesa del completamento dell'organico.
Alla fine di dicembre 1942, il numero di carri armati in forza al Kampfgruppe tedesco era di 12 carri Tiger I e 16 Panzer III. Il 15 gennaio 1943 8 Tiger I e 8 Panzer III furono assegnati alle operazioni sotto il comando del 756. Gebirgs-Regiment, mentre il kampfgruppe Lueder venne riorganizzato sulla base di 5 Tiger I e 10 Panzer III inglobando anche il 1º Battaglione appartenente al 69º Reggimento meccanizzato di fanteria.

Il 18 gennaio, come parte dell'operazione Elibote I, il reggimento di montagna irruppe attraverso le posizioni nemiche, grazie al supporto dei Tiger I, catturando l'attraversamento a sud ovest del lago Kebir. Un Tiger venne messo fuori uso a causa delle mine anticarro che fecero saltare le ruote sovrapposte di uno dei cingoli. Il giorno seguente, il KG Lueder attaccò frontalmente lungo la strada di Robaa, per poi cambiare direzione catturando il passo di Hir Moussa, dove i tedeschi si impadronirono di mezzi di trasporto americani abbandonati dalla fanteria alleata in precipitosa ritirata.

I combattimenti del 31 gennaio ebbero come risultato la perdita di un Tiger, causata da un cannone britannico da 6 libbre ed in seguito fatto saltare dai genieri tedeschi.
Nei giorni successivi furono respinti alcuni contrattacchi inglesi, nei quali gli alleati persero 3 carri armati al costo, per i tedeschi, della perdita di un Panzer III e di un Tiger.
In data 31 gennaio 1943 erano operativi 14 Panzer III e circa 15 Panzer VI Tiger I. Tali mezzi furono distribuiti in parti uguali tra il 756º e il 69º reggimento. In occasione dell'Operazione Frühlingswind fu messa a disposizione della 10. Panzer-Division la 1. compagnia dello Schwere Panzerabteilung 501 con un organico di 6 Tiger e 9 Panzer III.
Il 13 febbraio dopo una notte di marcia la prima compagnia si riunì al Kampfgruppe Reimann nelle vicinanze di Bou Thadi; il giorno successivo, tale formazione, irruppe dal passo Faïd nella località di Sidi Bou Zid dove iniziò lo scontro con gli alleati. I Tiger del 501° durante questo scontro misero fuori combattimento 20 carri M4 Sherman appartenenti alla 1ª divisione corazzata statunitense.
Dopo la vittoriosa battaglia del passo Kesserine il 26 febbraio il 501º battaglione carri pesanti fu aggregato definitivamente alla 10. Panzer-Division sotto la designazione di III./Panzer-Regiment 7 (III battaglione/7º reggimento Panzer). In quest'occasione furono assegnati ad entrambe le compagnie del battaglione 15 Panzer IV di rinforzo.

Un attacco lanciato dalle forze dell'asse il 27 febbraio fu ritardato dai numerosi attacchi aerei, dal fango e dalle mine. Durante la continuazione di quest'attacco tutti i carri immobilizzati per cause diverse furono perduti, ad eccezione di un unico carro Tiger. Nei giorni successivi molti mezzi furono recuperati e rimessi in servizio; al 10 marzo risultavano operativi 6 Panzer VI Tiger I, 12 Panzer III e 7 Panzer IV.
Alla fine dopo circa tre mesi di duri scontri, il 12 maggio 1943, 230.000 soldati dell'Asse compresi i reparti del 501º battaglione carri pesanti, si arresero agli alleati decretando la fine dalla campagna nordafricana.

### Sul fronte orientale
L'avanzata sovietica iniziò il 1º agosto 1943 e durò fino al 31 dicembre 1944. Il 9 settembre 1943 il 501. battaglione carri pesanti fu ricostruito sulla base dei resti del vecchio battaglione, includendo numerosi carristi che erano stati evacuati in Europa prima della resa delle truppe dell'asse in nord Africa, comandati dal Maggiore Erich Löwe.
Tre giorni dopo il battaglione, terminato il riequipaggiamento, poteva contare su di uno schieramento di 45 Panzer VI Tiger I suddivisi in tre compagnie da 14 carri ciascuna, più 3 carri assegnati al comando di battaglione.
Nel periodo compreso tra il 5 e il 12 dicembre 1943 il 501. fu trasferito sul fronte orientale nel settore di Vitebsk. Il 20 dicembre il 501. battaglione attaccò una formazione corazzata nemica nella zona di Losovka, alla quale inflisse una sonora sconfitta distruggendo circa 21 carri nemici e 28 cannoni, con una perdita di solo 2 carri.

Solamente perché la fanteria non fu in grado di fornire un adeguato supporto ai carri, il battaglione fu costretto a ritirarsi su posizioni più sicure, e 3 giorni dopo il comandante del battaglione, maggiore Erich Löwe, venne ucciso dopo che il suo carro era stato messo fuori combattimento.
Nei 5 giorni seguenti il battaglione fu responsabile della distruzione di almeno 81 carri nemici. Alla fine di dicembre 1943, solamente 16 carri dei 39 del battaglione erano perfettamente operativi, a causa delle perdite subite in combattimento e della mancanza di pezzi di ricambio.

Per tutto il 1944 lo Schwere Panzerabteilung 501 combatté in numerose battaglie inclusa la battaglia di Vitebsk e Gorodok. Nel gennaio 1944 il maggiore von Legat prese il commando del 501. durante una missione nella regione di Orsha. Al 1º marzo, dopo alcune perdite nelle settimane precedenti, risultavano operativi 17 Tiger su 29 ancora per mancanza di pezzi di ricambio. Il 12 marzo il battaglione e la 256. Infanterie-Division lanciarono un contrattacco a nord di Nipinzy, accerchiando e distruggendo alcuni reparti nemici. Il 1º aprile arrivarono i pezzi di ricambio necessari, e finalmente tutti e 27 i carri ancora disponibili tornarono operativi.
In giugno arrivarono solo pochi carri per sopperire alle perdite, dopo di che almeno 9 dei 30 carri ora a disposizione del battaglione furono trasferiti al 509º battaglione carri pesanti.
Il 23 giugno i sovietici lanciarono l'Operazione Bagration; nella zona di Orsha i Tiger del 501., dispersi su di una vasta area, dovettero affrontare per molti giorni, combattimenti singoli, carro contro carro, alcuni dei quali contro i poderosi carri pesanti sovietici JS-2, superiori ai Tiger I per corazza e armamento.
I JS-2, utilizzati per la prima volta in combattimento, subirono tuttavia numerose perdite nel confronto con i Tiger I; ciò fu dovuto principalmente alla superiorità tattica di cui ancora i reparti corazzati tedeschi godevano sulla controparte sovietica.
Durante la rovinosa ritirata, che seguì all'inesorabile avanzata sovietica, sotto il peso dei carri pesanti Tiger, il ponte di Orsha crollò e alcuni carri Tiger dovettero essere abbandonati.
I rimanenti carri continuarono la ritirata, fino alla testa di ponte sul fiume Berezina, dove solamente 6 carri Tiger poterono essere messi in salvo dall'altra parte del fiume; i carri che rimasero sulla sponda orientale furono alla fine fatti saltare tra il 1° e il 2 luglio.
Tra il 2 e il 4 luglio gli ultimi carri Tiger del 501° furono posti a difesa dell'area di Minsk, dove a uno a uno furono messi fuori combattimento dai corazzati sovietici, vendendo comunque cara la pelle.

Alla fine di luglio tutti i carri risultavano perduti in combattimento.

## Numero delle vittorie
Lo schwere Panzerabteilung 501 è accreditato della distruzione, durante il corso della Seconda guerra mondiale, di circa 450 carri nemici, a fronte di una perdita di 120 carri tra, Panzer VI Tiger I, Panzer VI Tiger II, Panzer III e Panzer IV. Pur essendo stato, come tutti gli altri Battaglioni autonomi di carri pesanti, una temibile formazione, possiede tuttavia un rapporto perdite/vittorie estremamente basso per questo tipo di reparti. Tale peculiarità risiede nel fatto di aver combattuto inizialmente su di un fronte, quello Nordafricano, relativamente povero, se rapportato al fronte russo, di grandi formazione corazzate nemiche. Quando poi tale formazione fu spedita sul fronte orientale, lo Schwere Panzerabteilung 501 divenne una delle tante formazioni Tappabuchi, tra l'altro spedita in posti dove, rispetto alle località assegnate agli altri Schwere Panzerabteilung (in particolare il 502° e 503°), la concentrazione di mezzi corazzati era minore.

## Comandanti
- Maggiore Hans-Georg Lueder (10 marzo 1942 – 28 feb 1943) (ferito)[5]
- Maggiore August Seidensicker (17 marzo 1943 – 12 maggio 1943) (ferito e catturato)
- Maggiore Erich Löwe (sett 1943 – 23 dic 1943) (disperso)[5]
- Maggiore von Legat (gen 1944 – 22 ago 1944) (sostituito)[5]
- Maggiore Saemisch (22 ago 1944 – 13 gen 1945) (morto)[5]